# فابیان گرولیه
فابیان گرولیه (فرانسوی: Fabien Grellier‎؛ زادهٔ ۳۱ اکتبر ۱۹۹۰ ‏(۳۴ سال)) دوچرخه‌سوار اهل فرانسه است.
از باشگاه‌هایی که در آن رکاب زده‌است می‌توان به تیم دوچرخه‌سواری دیرکت انرژی اشاره کرد.